# Josef Nadler

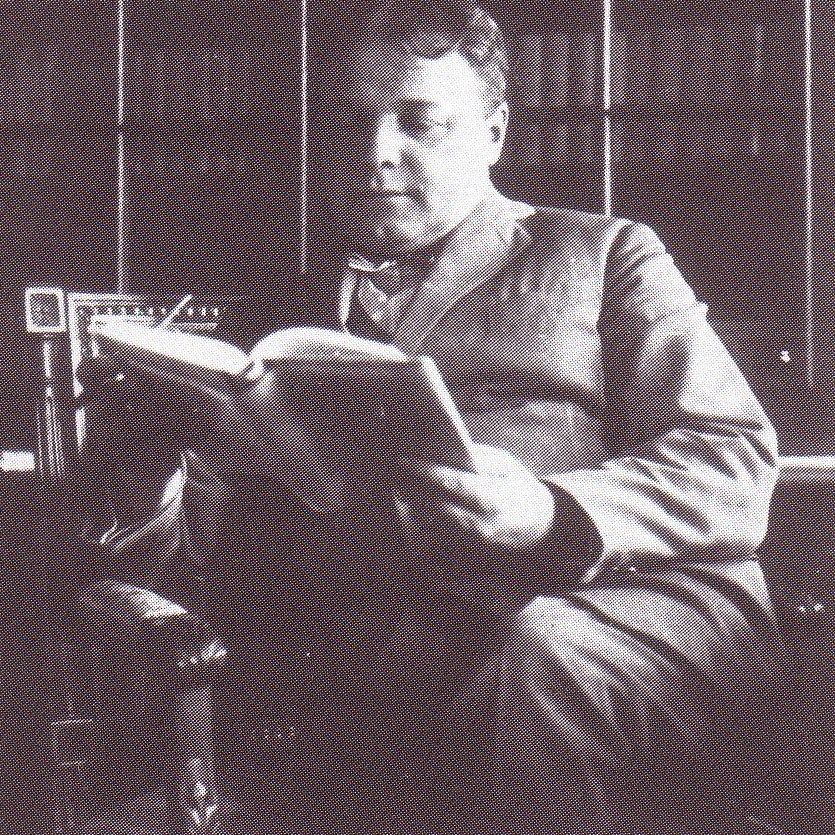
Josef Nadler

Josef Nadler (* 23. Mai 1884 in Neudörfl bei Reichenberg, Österreich-Ungarn; † 14. Januar 1963 in Wien) war ein österreichischer Germanist und Literaturhistoriker, der insbesondere zur Zeit des Nationalsozialismus als Protagonist einer „neuen nationalsozialistischen Dichtung“ bekannt wurde.

## Leben und Werk
Nadler besuchte das Jesuitenkonvikt in Mariaschein und das Gymnasium in Böhmisch-Leipa. Dort machte er 1904 Abitur, anschließend studierte er an der Karl-Ferdinands-Universität in Prag Germanistik mit dem Nebenfach Klassische Philologie bei Carl von Kraus, Adolf Hauffen und August Sauer. Bei letzterem promovierte Nadler 1908 über Eichendorffs Lyrik.
1912 veröffentlichte Nadler den ersten Band seiner populärwissenschaftlichen Literaturgeschichte. Dieser bildete die Grundlage für seine Berufung als außerordentlicher Professor zum Nachfolger von Wilhelm Kosch an die Universität Freiburg im Üechtland in der Schweiz. 1914 wurde Nadler dort ordentlicher Professor und lehrte dort bis 1925, allerdings unterbrochen durch den Kriegsdienst von 1914 bis 1917. 1925 erhielt Nadler einen Ruf an die Albertina in Königsberg (Preußen) als Nachfolger Rudolf Ungers. Dort lud er den estnischen Dichter und Literaturkritiker Gustav Suits zu Vorträgen ein. Durch Nadlers gute Verbindungen nach Litauen, u. a. zu seinem Schüler Joseph Ehret in Kaunas, kam es zur Durchführung der „Deutschen Sprachkurse“ speziell für litauische Studenten.
1931 erhielt Nadler einen Ruf nach Wien als Nachfolger Paul Kluckhohns. Im Zuge des Berufungsverfahrens versuchte man, die beiden Hauptkandidaten zu charakterisieren: „Als Persönlichkeit hat Nadler wohl nicht die gewinnende Liebenswürdigkeit und Harmonie Günther Müllers, aber sehr starkes Temperament und zähe Energie.“
Nach dem Anschluss Österreichs an das Deutsche Reich benannte Nadler seine bis dahin in 3 Auflagen erschienene Literaturgeschichte um und überarbeitete sie. Sie erschien in 4. Auflage unter dem Titel Literaturgeschichte des deutschen Volkes (Berlin, 1938–1941). Hier fallen seine antisemitischen Tiraden auf. Denn Nadler sah das Judentum als Gefahr:

„Alle europäischen Völker haben, solange sie gesund und eigenständig waren, die Wohngemeinschaft mit den Juden als unwillkommen und gefährlich empfunden. Alle die jung aufstrebenden westeuropäischen Volksstaaten des Mittelalters haben die Juden unter sich bis auf die Wurzel ausgerottet.“

Dem Dichter Heinrich Heine gilt dabei sein besonderer Hass. Er überschüttet Heine mit einer wahren Flut von Beschimpfungen. Walter Grab zitiert ihn folgendermaßen: Als „geistiger Bankerotteur ohne Geschmack, ohne Organ für den Geist der Kunst, der Wahrheit, der inneren Haltung war er [= Heine] der einflußreichste Verwüster des deutschen Prosastils, der Schöpfer der Zeitungsphrase“.
An anderer Stelle begrüßt Nadler die Ermordung des Schriftstellers Hugo Bettauer (Die Stadt ohne Juden) im März 1925:

„Es war eine sinnvolle Handlung, als Hugo Bettauer 1925 seines schmutzigen Handwerks wegen von einem jungen Mann erschossen wurde.“

Dieser Band wurde 1947 in der SBZ in die Liste der auszusondernden Literatur aufgenommen. Nach 1945 wurde die ausgewogenere 3. Auflage als Nachdruck vorgelegt.
Nadler gehörte wie Adolf Bartels, Heinz Kindermann, Franz Koch, Hellmuth Langenbucher, Walther Linden (1895–1943), Arno Mulot und Hans Naumann zu den führenden Literaturwissenschaftlern des „Dritten Reiches“, die immer wieder zu einer „neuen ‚nationalsozialistischen Dichtung‘“ aufriefen. Wegen seiner Aktivitäten zur Zeit des Nationalsozialismus wurde Nadler 1945 außer Dienst gestellt, und 1947 erfolgte seine Pensionierung. Es folgte ein Streit um seine Rehabilitierung, und Nadler wurde dadurch zu einer Leitfigur des sich neu formierenden deutschnationalen Lagers in Österreich.
Nach 1945 trat er vor allem als Literaturhistoriker in Erscheinung. Er publizierte eine Literaturgeschichte Österreichs (1948), Monographien über Franz Grillparzer (1948), Johann Georg Hamann (1949), Josef Weinheber (1952) sowie Editionen der Werke Hamanns (Sämtl. Werke, 6 Bde., 1949–57) und Weinhebers (Sämtl. Werke, 5 Bde., 1953–56). Nadler verstarb am 14. Januar 1963 in Wien. Er wurde am Grinzinger Friedhof bestattet. Das Grab ist bereits aufgelassen. Eine von Nadler verfasste Biographie über den Schriftsteller Henry Benrath blieb unveröffentlicht.